# Frakcja Rdzeń
Frakcja Rdzeń (jap. 中核派  Chūkaku-ha) – japońska zmilitaryzowana organizacja skrajnej lewicy.

## Historia
Powstała w 1957 roku w następstwie rozłamu w Japońskiej Partii Komunistycznej. Posiada skrzydło militarne, jakim jest Rewolucyjna Armia Kensai. Utrzymuje się ze składek członkowskich, sprzedaży czasopism oraz zbiórek. Organizacja szczególnie zaangażowana jest w ruchy protestacyjne, farmerskie i strajkowe. Członkowie Frakcji Rdzeń mieli na koncie ataki o terrorystycznym charakterze, które były skierowane raczej przeciwko własności, niż przeciwko ludziom. Kilka zamachów przeprowadzono na cele Stanów Zjednoczonych. Wymienić można serię zamachów bombowych przeciwko lotnisku Narita w marcu 1987 roku,  nieudany zamach bombowy na centrum handlowe w Niigata we wrześniu 1988 roku, ostrzelanie rakietami lotniska Narita w styczniu 1988 roku i zamach bombowy na lotnisku Narita w maju 1995 roku. Ostatni atak przeprowadzony przez działaczy grupy miejsce miał w 2001 roku. Organem prasowym Frakcji jest „Zensen" (Postęp).

## Liczebność
Na początku XXI wieku liczyła około 3500 członków (głównie w Tokio i Osace), w tym 200 kadrowych bojowników. Przywódcy: Hidimitsu Horiguchi, Shirai Roo, Kitakooji Toshi, Yoshihisa Fujiwara, Takuji Mukai i Higeo Yamamori.

## Ideologia
Jest skrajnie lewicową grupą przeciwną „imperialistycznemu“ ustrojowi Japonii i imperializmowi Zachodu.